# Thurston Dart
Robert Thurston Dart (Londres, 3 de setembro de 1921 — 6 de março de 1971) foi um instrumentista, professor, maestro e musicólogo britânico.

## Biografia
Fez seus primeiros estudos na Hampton Grammar School, na juventude cantou no coro da Capela Real de Hampton Court, e participou de uma sociedade de madrigalistas, o que contribuiu para acender seu interesse pela música antiga britânica. Estudou um ano de cravo com Arnold Goldsbroug e em 1938 as técnicas de acompanhamento no Royal College of Music de Londres. De 1939 a 1942 estudou matemática no University College de Exeter. Durante a II Guerra Mundial serviu nas forças armadas como estatístico e pesquisador de operações, promovido a oficial científico e lugar-tenente de voo em 1944. No mesmo ano sofreu acidente aéreo, saindo ferido. Durante a convalescência, encontrou no hospital militar o também ferido Neville Marriner, que se tornaria seu colaborador, e depois foi estudar musicologia nos Países Baixos com Charles van den Borren.
Voltando à Inglaterra em 1946, passou a trabalhar como assistente do professor Henry Moule na Universidade de Cambridge, onde fez seu mestrado. Em 1947 foi nomeado palestrante assistente, em 1952 palestrante titular, e em 1962 professor titular, ali permanecendo até 1964. Na mesma época desenvolvia diversas outras atividades. Em 1949 havia iniciado uma série de programas radiofônicos na BBC sobre a música antiga. Foi um dos fundadores em 1946 da Galpin Society e primeiro editor do seu jornal; em 1949 tornou-se secretário da Comissão Editorial da Royal Musical Association, assumindo depois as funções de conselheiro e vice-presidente; a partir de 1950 começou uma associação com a editora L'Oiseau-Lyre, revisando edições de Louis Couperin e François Couperin; foi um dos fundadores em 1950 da série musicológica Musica Britannica, supervisionando a edição de cerca de 30 volumes, e em 1965 foi eleito presidente; ingressou na Purcell Society e participou do seu Conselho Editorial, e foi eleito membro do Conselho Bibliográfico da English Folk Dance and Song Society. A partir de 1954 foi diretor e depois presidente da editora Stainer & Bell, vinculada à Royal Musical Association, revisou coleções de madrigais e peças para alaúde e obras de William Byrd, e idealizou uma série de edições de música para cravo inglesa.
Fundou o conjunto Jacobean Ensemble com Neville Marriner, e desde 1948 tocava com a orquestra fundada por Boyd Neel, assumindo a direção em 1955. O grupo veio a se tornar a Philomusica, a qual por sua vez foi o núcleo formador da aclamada Academy of Saint Martin in the Fields, tendo Neville Marriner como mestre de concertos. Ganhou reputação como talentoso maestro e um dos principais cravistas de sua geração, embora fosse quase um autodidata no instrumento. Também era um qualificado intérprete na viola da gamba e na flauta. Deixou dezenas de gravações, em solo, com suas orquestras ou como convidado de outros conjuntos, louvadas pela sua flexibilidade rítmica, variedade dinâmica, liberdade e sensibilidade.
Quando passou a lecionar no King's College de Londres, a partir de 1964, sua carreira como concertista e musicólogo entrou para um segundo plano, devotando suas principais energias ao ensino. Foi um professor muito dinâmico e influente, formando várias gerações de alunos, muitos deles mais tarde fizeram renome como destacados intérpretes e pesquisadores. Quando dirigiu a escola de música do King's College introduziu um novo currículo, muito mais amplo e variado, com uma maior ênfase na preparação teórica e histórica, e que incluía cadeiras de etnomusicologia e música de vanguarda.
Faleceu de câncer do estômago em 6 de março de 1971. O obituário no jornal The Times foi pródigo em elogios: "Em sua combinação de músico prático, um intelecto penetrante e elegante expressão verbal, ele tipificou as virtudes tradicionais da erudição musicológica britânica. Durante seus anos em Cambridge [...] ele influenciou profundamente o rumo da pesquisa musical na Grã-Bretanha. Foi um professor brilhante, intelectualmente rigoroso, mas também altamente especulativo. [...] Sempre enfatizou a importância dos aspectos práticos da musicologia, uma atitude que sua própria obra exemplifica; em seu auge não teve rivais como cravista, suas interpretações do baixo contínuo serviram como um modelo de acompanhamento criativo. Sua força estava no belo equilíbrio entre sua sensibilidade como músico e a precisão rigorosa de sua mente de matemático". Um concerto foi dado em sua memória em abril.
Especialista em música antiga, foi um dos grandes pioneiros deste campo e pesquisador de grande influência, fez muitas transcrições e edições de partituras antigas, escreveu artigos, em 1954 publicou o livro The Interpretation of Music, causando grande controvérsia acadêmica na época por suas proposições inovadoras, várias das quais, de fato, com o progresso no conhecimento, depois se mostraram errôneas ou excessivamente dogmáticas. Não obstante, em sua época a obra se tornou um dos principais alicerces teóricos do movimento de reconstrução das técnicas autênticas de interpretação da música antiga, e seu autor é visto como um dos primeiros e principais advogados deste movimento no Reino Unido. Em 1981 foi homenageado com um festschrift, Source Materials and the Interpretation of Music, a Memorial Volume to Thurston Dart. Uma cátedra do King's College foi batizada com seu nome, a Thurston Dart Professor of Performance Studies. A maior parte dos seus arquivos, livros e instrumentos foi doada para o King's College. Um outro fundo foi formado em 2012 na biblioteca da Universidade de Cambridge, com material reunido principalmente por seus alunos e colegas.